# Lodewijk Imkamp
L.M.M.H. (Lodewijk) Imkamp (Roermond, 5 november 1949 – aldaar, 8 augustus 2024), een Nederlands politicus van D66.
Lodewijk Imkamp volgde de gymnasiumopleiding aan het Bisschoppelijk College te Roermond. Vervolgens ging hij naar de Academie voor Beeldende Kunsten Sint-Joost in Breda. Sinds 1980 was hij in Roermond als grafisch ontwerper werkzaam. Daarnaast was hij zeer actief in het maatschappelijk leven in deze stad. In 1985 bracht hij het boek De oorlog in kleur: Hustinx reist door Nederland 1939-1946 uit, gebaseerd op een uitgebreide fotocollectie die hij erfde van zijn oom de fotograaf Alphons Hustinx.
Van 1991 tot 2002 was Imkamp lid van de gemeenteraad van de gemeente Roermond. Van 1999 tot 2006 was hij wethouder in Roermond. In januari 2009 werd hij benoemd tot waarnemend burgemeester van de toenmalige gemeente Kessel. Deze gemeente ging per 1 januari 2010 op in de nieuwe gemeente Peel en Maas waarmee zijn opdracht als waarnemend burgemeester was vervuld.
Hij is Ridder in de Orde van Oranje Nassau en overleed in augustus 2024. 